# Wirtschaftsordnung
Die Wirtschaftsordnung umfasst alle (Rechts-)Normen und Institutionen, die das wirtschaftliche Geschehen in einer Volkswirtschaft regeln. Die Wirtschaftsordnung legt die Regeln fest, nach denen Akteure eines Landes im Wirtschaftsgeschehen handeln können und sollen. Sie beeinflusst im Wesentlichen die Form, den Umfang und die Entwicklung einer Volkswirtschaft.
Man unterscheidet zwischen der idealtypischen und realtypischen Wirtschaftsordnung. Die idealtypische Wirtschaftsordnung ist ein theoretisches Modell, das in der Realität nicht existiert und als Referenzpunkt genutzt wird. Dieses theoretische Rahmenwerk dient dazu, verschiedene Wirtschaftsordnungen zu vergleichen und zu analysieren. Die realtypische Wirtschaftsordnung im Gegensatz beschreibt die tatsächliche Umsetzung und die realen Gegebenheiten einer Volkswirtschaft. Das umfasst die rechtlichen und sozialen Normen, Institutionen und Praktiken, die in einem bestimmten Land oder eine Region existieren.
Dazu zählen: 
- Rechtliche Rahmenbedingungen: Die Gesetze und Vorschriften, die den wirtschaftlichen Ablauf regeln, wie Arbeitsrecht, Handelsrecht und Steuerrecht.
- Institutionen: Organisationen und Einrichtungen, die die Wirtschaft steuern und regulieren, wie Zentralbanken, Aufsichtsbehörden und Gewerkschaften.
- Praktiken: Die tatsächlichen wirtschaftlichen Aktivitäten und Verhaltensweisen der Akteure, wie Unternehmen, Verbraucher und der Staat.

## Klassifikationskriterien von Wirtschaftsordnungen
Grundlegende Kriterien zur Einteilung der Wirtschaftsordnungen sind die Steuerung der Wirtschaftsprozesse, die Frage der Eigentumsrechte, der Ort der Preisbildung, die Formen der betrieblichen Ergebnisrechnung und die Formen der Finanzwirtschaft.
Planungs- und Lenkungsformen
Werden Produktion und Konsumtion durch eine zentrale staatliche Instanz bestimmt, spricht man von einer Zentralverwaltungswirtschaft. In einer Marktwirtschaft hingegen erfolgt die Planung dezentral, das heißt jedes Wirtschaftssubjekt plant für sich selbst. Die Koordination der Wirtschaftsabläufe erfolgt dabei über den Markt, also über Angebot und Nachfrage.
Eigentumsverfassung
In sozialistischen Wirtschaftsordnungen sind die Produktionsmittel verstaatlicht, kapitalistische sind gekennzeichnet durch Privateigentum an Produktionsmitteln.
 Dabei sind in der Regel Sozialismus und Zentralverwaltungswirtschaft sowie Marktwirtschaft und Privateigentum miteinander verbunden.
Ort der Preisbildung
Wird der Preis durch Angebot und Nachfrage auf dem Markt bestimmt, handelt es sich um eine marktwirtschaftliche Wirtschaftsordnung, setzt hingegen ein zentrales Planungsinstrument den Preis für Produkte fest, handelt es sich um eine Zentralverwaltungswirtschaft.
Formen der betrieblichen Ergebnisrechnung
Ein weiteres Kriterium für die Definition einer Wirtschaftsordnung ist die Form der betrieblichen Ergebnisrechnung. In marktwirtschaftlichen Ordnungen findet sich das Gewinnprinzip, d. h. Unternehmen sind bestrebt, Gewinn zu erzielen. In planwirtschaftlichen Ordnungen gibt es das Planerfüllungsprinzip, d. h. die Betriebe sind bestrebt, den ihnen zentral vorgegebenen Plan zu erfüllen.
Formen der Finanzwirtschaft
Um die vorherrschende Wirtschaftsordnung einer Volkswirtschaft zu beschreiben, können ferner die Formen der Finanzwirtschaft betrachtet werden. Ein unabhängiges Banken- sowie ein funktionierendes Steuer- und Abgabensystem dienen demnach als Hinweis für eine marktwirtschaftliche Grundordnung.
Träger der Wirtschaftsordnung in einer demokratischen Gesellschaft sind der Staat und die von ihm sanktionierten Selbstverwaltungsorgane der Wirtschaft. Die Wirtschaftsordnung steht meist in engem Zusammenhang mit der Wirtschaftspolitik, Finanz- und Sozialpolitik.